# みずほ不動産販売
みずほ不動産販売株式会社（みずほふどうさんはんばい、英称：Mizuho Realty Co.,Ltd.）は、東京都中央区日本橋に本社を置く、みずほフィナンシャルグループの不動産会社。

## 概要
1986年7月、安田信託銀行（現在のみずほ信託銀行）系の住宅仲介専門会社・安信住宅販売株式会社として設立。安田信託銀行がみずほアセット信託銀行へと社名変更したことに伴い、2002年10月 社名を「みずほアセット住宅販売株式会社」に商号変更 。2004年10月には、みずほ信不動産販売株式会社と商号を変更し、それまでの住宅販売だけでなく、業務用不動産の売買、不動産投資、信託受益権売買、不動産のコンサルティングにまで事業を拡大。さらに2015年7月には、みずほ不動産販売株式会社と商号を変更し、現在に至っている。 
旧セゾングループのハウスポート西洋から事業を譲受した関係で、前身の「みずほアセット住宅販売」時代には、西武・西友系ショッピングモールを中心にインストアブランチ形態の店舗を展開していたが、徐々にインストアブランチを縮小し、みずほ信託銀行と同居するなど、より銀信証共同店舗と同居ないし近隣に展開するなど、展開形態が変化しつつある。

## 沿革
- 1986年7月 - 安田信託銀行グループの一部として、「安信住宅販売株式会社」（あんしんじゅうたくはんばい）を設立 （略称は、AJ）
- 2000年9月 - 「株式会社ハウスポート西洋」の住宅仲介部門の営業権を譲り受ける （略称は、HP）
- 2002年10月 - 「みずほアセット住宅販売株式会社」(略称は、みずほAJ)に社名変更
- 2004年10月 - 「みずほ信不動産販売株式会社」(略称は、みずほSF)に社名変更
- 2015年7月 - 「みずほ不動産販売株式会社」(略称は、みずほRE)に社名変更